# Macroplata tenuiceps
Il macroplata (Macroplata tenuiceps) è un rettile marino appartenente ai plesiosauri, vissuto all'inizio del Giurassico inferiore (Hettangiano, circa 198 milioni di anni fa). I suoi resti sono stati rinvenuti in Inghilterra.

## Descrizione
Questo animale, al contrario della maggior parte dei plesiosauri della sua epoca, sviluppò una testa grossa e un collo corto, acquisendo un profilo maggiormente idrodinamico. In ogni caso, in Macroplata il collo era ancora piuttosto sviluppato (lungo circa il doppio della testa), mentre il cranio era appiattito e già allungato rispetto a quelli dei suoi predecessori. Questo plesiosauro era lungo circa 4,5 metri e, con un cranio di quasi 60 centimetri, doveva essere uno dei massimi predatori marini dell'inizio del Giurassico. Come altri plesiosauri dal collo corto, Macroplata possedeva coracoidi molto più grandi delle scapole, che indicano un nuoto potente e veloce. Il muso era appuntito e terminava in un rostro affusolato, mentre il collo era piuttosto rigido e composto da 27 vertebre corte e appiattite.

## Classificazione
I fossili di questo animale, rinvenuti nella formazione Blue Lias nel Warwickshire, risalgono ai primi tempi del periodo Giurassico (Hettangiano) e sono tra i più antichi attribuibili ai plesiosauri. La prima descrizione di Macroplata tenuiceps avvenne nel 1930 ad opera di Swinton; successivamente al genere Macroplata venne attribuita una seconda specie, M. longirostris, un po' più recente. Nel 2011 questa specie venne però assegnata al genere Hauffiosaurus (Benson et al., 2011).
Macroplata è un rappresentante basale dei romaleosauridi, un gruppo di plesiosauri arcaici tipici del Giurassico inferiore e medio, caratterizzati da collo relativamente corto e testa allungata, ma differenti in quanto a morfologia dai successivi pliosauridi. Altri romaleosauridi basali affini a Macroplata potrebbero essere stati Avalonnectes e Anningasaura.

## Significato del nome
Il nome generico Macroplata deriva dal greco e significa "lunga scapola", in riferimento al cinto pettorale con coracoidi molto lunghi e stretti; scapole e coraciodi erano modificati a formare grandi piastre ossee sotto il corpo, che proteggevano le pagaie anteriori. L'epiteto specifico, tenuiceps, significa "dalla testa stretta".

## Paleoecologia
Macroplata doveva essere un predone di tutto rispetto, che si nutriva di pesci e altri animali marini nel Giurassico inferiore, intrappolandoli grazie alle lunghe fauci armate di denti acuminati. Le ossa delle scapole erano piuttosto grosse, e indicano che questo animale poteva esercitare una notevole spinta in avanti per il nuoto veloce.